# Rebel Yell (single)
Rebel Yell is een nummer van de Britse zanger Billy Idol uit 1984, heruitgegeven in 1985. Het is de eerste single van zijn gelijknamige tweede studioalbum. Bij de heruitgave was het ook de laatste single van dat album.
De titel komt van de bourbon met de naam "Rebel Yell", die Mick Jagger, Keith Richards en Ron Wood van The Rolling Stones dronken op een evenement waar Idol ook aanwezig was. Het nummer werd een hit op de Britse eilanden, in Noord-Amerika en in Oceanië. Toen de plaat in 1984 uitkwam, bereikte het in de eerste instantie slechts de 62e positie in het Verenigd Koninkrijk. In 1985 werd het nummer opnieuw uitgebracht, en toen bereikte het de 6e positie in de Britse hitlijsten. Hoewel "Rebel Yell" in het Nederlandse taalgebied geen hitlijsten bereikte, werd het wel een radiohit en geniet het er tot op de dag van vandaag bekendheid.